# سلیمان‌خان سهام‌الدوله
سلیمان‌خان (سوقومون‌خان) سهام‌الدوله (ارمنی: խան) برادر منوچهرخان معتمدالدوله و یکی از اعضای خانواده اناگولوبیان بود. سلیمان در قتل‌عام تفلیس به دست سپاهیان فاتح آغامحمدخان با فداکاری مادرش جان سالم به در برد. او که وارد قشون روسیه تزاری شده بود، به توصیه برادرش منوچهرخان، که در دربار فتحعلیشاه صاحب منصب بالایی بود، همراه با مادر و برادر دیگرش گورگِن (گرگین) به ایران آمد. سلیمان ابتدا به خدمت عباس میرزا نایب‌السلطنه درآمد. به کار سپاهی‌گری مشغول شد. وی در جنگ‌های ایران و عثمانی نیز شرکت جست.
در سال ۱۸۳۴ (۱۲۵۰ قمری) پس از درگذشت فتحعلیشاه، محمدشاه به تخت سلطنت ایران نشست. دو تن از عموهای او، حسینعلی فرمانفرما و شجاع‌السلطنه، در شیراز مدعی تاج و تخت شدند. فرمانفرما خود را حسینعلی شاه خواند و خطبه به نام خوانده شد.
محمدشاه قاجار، منوچهرخان را مأمور سرکوبی و دستگیری فرمانفرما و شجاع‌السلطنه کرد. سلیمان‌خان به کمک برادر شتافت و آنها دو شاهزاده قاجار را در قمشه شکست دادند؛ آن را دستگیر کردند و به تهران فرستادند. به پاس این خدمت محمدشاه برای سلیمان‌خان خلعت فرستاد و حکومت دو ناحیه را به او سپرد.
در ۱۸۴۱ (۱۲۵۷ قمری) محمدتقی‌خان بختیاری ده هزار سوار جمع کرد و به راهزنی پرداخت. منوچهرخان مأمور نظم آن سامان شد. سلیمان‌خان با ابواب جمعی خود و شش عراده توپ به او ملحق شد. آن دو توانستند آرامش و امنیت را به آن خطه بازگرداند.
سلیمان‌خان در بیشتر جنگ‌های منوچهرخان معتمدالدوله با یاغیان و گردنکشان در لرستان و خوزستان، فرماندهٔ توپخانه سپاه برادر بود.
در سال ۱۸۴۹ (۱۲۶۵ قمری) که شاهزاده اردشیر میرزا به حکومت لرستان و خوزستان منصوب شد سلیمان‌خان به امیرلشکری و وزارت این دو ناحیه برگزیده شد. در آن زمان اوضاع خوزستان آشفته و بسیار ناامن بود و شیوخ عرب سر به طغیان برداشته بودند. سلیمان‌خان با پنج هزار سپاهی برای سرکوب متمردین و گردنکشان به رامهرمز و فلاحیه (دورق) رفت و بر یاغیان چیره گشت و سرکردگان آنان را دستگیر کرد و همراه شیخ جابر که از سران فتنه بود به تهران فرستاد.
سلیمان‌خان سهام‌الدوله که بسیار مورد اعتماد و توجه امیرکبیر بود پس از چندی به حکومت لرستان و خوزستان منصوب شد.
به موجب عهدنامه ارزروم قرار بود که برای تعیین خط مرزی ایران و عثمانی کمیسیونی متشکل از نمایندگان دولت‌های ایران، عثمانی، انگلستان و روسیه تزاری در بغداد تشکیل شود. دولت عثمانی به عناوین مختلف دفع الوقت می‌کرد. امیرکبیر، میرزاجعفرخان مشیرالدوله را به ریاستی هیئتی به بغداد فرستاد و طی نامه‌ای تعلیمات لازم را به او داد.
سلیمان‌خان سهام‌الدوله پدر جهانگیرخان وزیر صنایع و نریمان‌خان قوام‌السلطنه بود. او یکی از سرداران رشید ایران بود و در جنگ‌های داخلی از خود رشادت و مهارت بسیار نشان داد. ممتحن الدوله دربارهٔ او می‌نویسد: سلیمان‌خان سهام‌الدوله مردی رزمجو، خوشخو و صاحب اوصاف متعالی بود.
محمدحسن اعتمادالسلطنه دربارهٔ سلیمان‌خان و فرزندان او چنین نوشته‌است: سلیمان‌خان چون خدمت به دولت کرده بود بعد از وفات او، ولدان او مورد مرحمت شده، جهانگیرخان را منصب سرتیپی و نریمان‌خان را به نیابت اول آجودان‌باشی مظفر فرمودند.
سلیمان‌خان در ۱۸۵۳ (۱۲۶۹ قمری) در تهران درگذشت و آرامگاه او در کلیسای گئورگ مقدس در بازارچه معیر (میدان وحدت اسلامی) است.